# Diespeck
Diespeck est une commune allemande, située en Bavière, dans l'arrondissement de Neustadt an der Aisch-Bad Windsheim, dans le district de Moyenne-Franconie.